# Carquesio (aparejo)
Carquesio es una parte del aparejo de los navíos situada en la cofa, comprendiendo con este nombre la plataforma que soporta la gavia o mastelero mayor y la gavia misma y que era una especie de caja o cesto que servía de lugar de observación en combates y maniobras; se encuentran ejemplos en las descripciones que de él hacen, entre otros autores, Asclepíades, y que concuerdan con los bajos relieves en que aparece representado en los palacios de Nínive y en los templos egipcios, así como en monedas griegas y romanas.[cita requerida]
También se llamó carquesio a una pieza de madera adosada a la parte superior del mástil, en la que se fijaba una polea por la que pasaba una cuerda para subir y bajar la antena, y por extensión se aplicó el mismo nombre al sistema de poleas colocadas en el lugar de la cofa. Vitruvio designa con el nombre de «carchesium versatile» a un ingenio o maquinaria descrita en su Architectura, en 1582, y usada para la carga y descarga en naves, compuesta por un gancho de dos ramas que se movía como una grúa. Una descripción más general lo definiría como «torno de eje vertical accionado a mano o a motor, empleado para mover grandes pesos mediante un cable, maroma o cadena que va enrollándose en él, se usa en un buque en las operaciones de carga y descarga o izar anclas.»